# Влада Љубомира Каљевића
Влада Љубомира Каљевића је била влада Кнежевине Србије од 8. октобра 1875. до 6. маја 1876.

## Историја

### Долазак на власт
Опште политичко стање у Србији узнемирило је Порту која је почела да концентрише огромну војску на српским границама (160.000 људи). Велике силе све време су притискале Србију да остане мирна. Новоизабрана Народна скупштина је септембра 1875. године расправљала да ли треба помагати устанак или остати по страни. Милан је био за то да се остане по страни, али Србија није хтела оставити Босну и Херцеговину по страни. Ристић је одлучио да помаже устанак и по цену рата. Влада је послала на Дрину Ранка Алимпића са јавним задатком да чува мир, а тајним да прикупља добровољце и претура их у Босну. На Народној скупштини од 9. септембра 1875. године (на којој кнез није хтео да присуствује, већ је само одржао беседу) донете су следеће тајне одлуке: 1) узимање зајма од 3 милиона дуката за помагање устанка; 2) у случају рата ограничиће се чиновничке плате и пензије на највише 120 динара месечно. Велике силе нису значе за садржину тајних одлука, али су знале да оне постоје, што их је само по себи узнемирило и нагнало да појачају притисак на српску владу. Кнез је оборио владу и саставио нов кабинет младолиберала и младоконзервативаца на челу са Љубомиром Каљевићем. Либерале и српску јавност огорчио је овај Миланов поступак. Љубомир Каљевић је студирао у Паризу, из кога се враћа у Србију током владавине кнеза Михаила и 1867. године ствара лист „Србија“. Ово је тада био једини опозициони лист кнежевом режиму, јер је претходне власт гасила. Каљевић је трошио сопствени новац како би издржавао излажење листа. Око њега се окупља либерална интелигенција. Залаже се за начела слободе и за национално ослобођење и уједињење Срба. Лист је престао излазити 1871. године због великих трошкова, али две године касније Каљевић оснива лист „Будућност“. Као вођа младих либерала, Каљевић је био у добрим односима и са либералима, и са конзервативцима, и са радикалима. Био је члан Уједињене омладине српске. Противио се градњи железница у Србији као земљи без индустрије. Једна група посланика стално је гласала са њим, па су успели срушити владу Јована Мариновића. У влади Аћима Чумића био је миистар финансија, а у влади Стевче Михаиловића председник Скупштине. Октобра 1875. године именован је председником владе.

### Унутрашња политика
Каљевићева влада, на унутрашњем плану, доноси нови закон о штампи који је забранио цензуру. Законом о општини ослободио је општину полицијског туторства. Државна власт није се смела мешати у избор кмета, општинског суда ни у изборне неправилности. Тиме је срушен полицијски терор успостављен још током владавине уставобранитеља. Новоуспостављене слободе искористиле су присташе Светозара Марковића да у Крагујевцу одрже протест „Црвени барјак“. Пропаганда социјалиста и радикала довела је до све већег незадовољства у народу, што је кулминирало на народним демонстрацијама у Крагујевцу фебруара 1876. године, познатих као „Црвени барјак“. У једином индустријском центру Србије, у Тополивници, радило је преко 600 радника. Уз развијену црвену заставу, крагујевачке демонстрације одржане су под паролама „Живела слобода“ и „Живела самоуправа“. Демонстрације су прошле без већих потреса, али су већ после неколико дана почеле одмазде: хапшења и откази. Помињале су се оптужбе о велеиздаји јер су демонстранти, наводно, узвикивали „Живела комуна“. Тако се завршила прва велика политичка акција радничке класе у Србији. Кнез Милан је тражио од Каљевића да пуца на побуњенике, али је овај то одбио. Замерало му се да су његови слободоумни закони олакшали ширење радикалног покрета.

### Спољна политика
Спољна политика Каљевићеве владе била је тиха и обазрива. Помоћ устаницима наставила је да тече, али у мањем обиму и већој тајности. Сума за зајам је смањена са 3 на 2 милиона дуката. Међутим, набавка зајма није текла глатко, јер је велике силе нису дозвољавале. Није било успеха у покушајима да се обнове везе са некадашњим чланицама Балканског савеза. Преговори са Црном Гором нису текли глатко. Како би задовољио велике силе, кнез Милан је изјавио да српска влада нема никаквих агресивних намера према Турској.
Ратоборно расположење у Србији расте. У Бугарској избија устанак, а у Цариграду долази до смене на престолу. Државним ударом Абдул Азиза је заменио Мурат V. У пролеће 1876. године све значајније политичке групације у Србији определиле су се за рат. Либерали су за рат били од самог почетка Источне кризе. Либерали су говорили да ће Србија срушити Турску са пола снаге. Једино су конзервативци били против рата. Мариновић је сматрао да Србија није војнички способна да се одупре Турској. Велики значај имао је став официрског кора који је био за рат. Априла 1876. године кнез Милан се коначно одлучио за рат, те је сад за њега био исто толико одлучан колико је неколико месеци раније био против. Сменио је Каљевићеву владу и вратио „акционо министарство“.

## Чланови владе
| Функција                                                  | Слика | Име и презиме       | Детаљи            |
| --------------------------------------------------------- | ----- | ------------------- | ----------------- |
| Председник министарског савета и министар унутрашњих дела |       | Љубомир Каљевић     |                   |
| Министар иностраних дела                                  |       | Ђорђе М. Павловић   |                   |
| Министар правде                                           |       | Стојан Марковић     |                   |
| Министар финансија                                        |       | Милован Т. Јанковић | до 5/17.12. 1875. |
| Министар финансија                                        |       | Стеван Здравковић   | вршилац дужности  |
| Министар просвете и црквених дела                         |       | Стојан Бошковић     |                   |
| Министар војени                                           |       | Тихомиљ Николић     |                   |
| Министар грађевине                                        |       | Стеван Здравковић   |                   |